# Amphicnemis amabilis
Amphicnemis amabilis – gatunek ważki z rodziny łątkowatych (Coenagrionidae). Występuje endemicznie w należącej do Indonezji wschodniej części wyspy Borneo (prowincja Borneo Wschodnie).